# Amuda Goueli
Amuda Goueli (fl. 1970-) es un empresario egipcio afincado en España. Goueli es conocido por su papel como cofundador de Destinia.com, empresa pionera en la implementación de pagos con bitcoin en el mercado europeo de agencias de viajes virtuales. Aparte de Destinia, Goueli ha creado otras páginas web de viajes, tales como Troovel, Onlinetravel y Globalclick. 

## Biografía

### Primeros años, formación académica y familia
Goueli nació en la ciudad egipcia de Asuán, lugar donde transcurrió la mayor parte de su infancia. Después de su noveno cumpleaños, se mudó a El Cairo junto a su familia para estudiar en una escuela de la capital. A mediados de la década de 1980. Tras residir en diversos países europeos, se asentó en España de forma definitiva en el año 2000.
En lo concerniente a sus estudios, Goueli inició su formación universitaria en Egipto, donde se licenció como ingeniero a instancias de su padre. Una vez en España, aprendió español con una beca antes de cursar un grado universitario en Marketing. Posteriormente, el empresario completó sus estudios en el programa International MBA de la IE Business School, del cual se graduó con un MBA en 2011.
En cuanto a su familia, Amuda Goueli es padre de la psicóloga y política española Nagua Alba y yerno de la realizadora de televisión Lolo Rico, también de nacionalidad española.

### Carrera profesional
En enero de 2001, Goueli se asoció con el músico australiano Ian Webber para fundar Interhotel.com, empresa que más tarde sería rebautizada como Destinia.com. Destinia se afianzó como una agencia de viajes en línea con un enfoque marcadamente tecnológico, a raíz del cual se convirtió en la primera compañía europea de su tipo en aceptar pagos con bitcoin para una amplia gama de productos.
Al margen de su labor como CEO de Destinia, Goueli forma parte de las juntas directivas de la Asociación Española de la Economía Digital y de la Unión Empresarial de Agencias de Viajes, además de ejercer como CEO de TOR Travel. Asimismo, es experto en Turismo por la OMT desde el año 2011 y miembro de la Confederación Española de Agencias de Viajes.